# Wibrin
Wibrin (en wallon unifié, même orthographe, mais prononcé avec un « i » long Wîbrin /wiːbʀɛ̃/) est une section de la ville belge de Houffalize située en Wallonie dans la province de Luxembourg.
C'était une commune à part entière avant la fusion des communes de 1977.

## Démographie
- Source:INS Recensements population
- 1910; scission de Nadrin

## Histoire
En 1823, Wibrin fusionne avec Achouffe, Les Mormont et Ollomont.
Le 10 août 1903, les localités de Filly, Ollomont et Nadrin lui sont enlevées pour former la commune de Nadrin.

## Personnalités liées au village
- Henri-Joseph Theis, dit Magonette, célèbre bandit d'Ardenne, est né à Grande-Mormont, hameau de Wibrin, le 25 mai 1790.
- Michel Renquin, joueur et entraineur de football, a joué au club local de 1967 à 1974.